# Баскаки (Юрьев-Польский район)
Баскаки — деревня в Юрьев-Польском районе Владимирской области России, входит в состав Небыловского сельского поселения.

## География
Деревня расположена на берегу реки Ирмес в 11 км на север от центра поселения села Небылое и в 26 км на юго-восток от райцентра города Юрьев-Польский. 

## История
В конце XIX — начале XX века деревня входила в состав Тумской волости Суздальского уезда. В 1859 году в деревне числилось 36 дворов, в 1905 году  — 64 дворов.
С 1929 года деревня входила в состав Шихабаловского сельсовета Юрьев-Польского района, с 1935 — в составе Небыловского района, с 1963 года — в составе Юрьев-Польского района, с 2005 года деревня — в составе Небыловского сельского поселения.

## Население
| 1859 | 1905 | 2002 | 2010 | 2021 |
| ---- | ---- | ---- | ---- | ---- |
| 280  | ↗418 | ↘4   | ↗17  | ↘4   |

## Известные уроженцы
- Николаева Татьяна Николаевна (25 декабря 1919 — 20 января 2022) — советский государственный, политический и общественный деятель. Первый секретарь Ивановского городского комитета КПСС (1959). Кандидат в члены ЦК КПСС (1961—1971).